# Altered Genesis
Altered Genesis är det tredje fullängds studioalbumet med det norska death metal-bandet Blood Red Throne. Albumet utgavs 2005 av skivbolaget Earache Records.

## Låtförteckning
1. "Death to Birth" – 2:41
2. "Incarnadine Mangler" – 3:44
3. "Tortured Soul Appearance" – 4:52
4. "Eye-Licker" – 4:02
5. "Mephitication" – 4:38
6. "Arterial Lust" – 4:56
7. "Flesh to Destroy" – 3:47
8. "Ripsaw Resentment" – 4:24
9. "Altered Genesis - Creation and Sudden Demise" – 5:41
10. "Smite" – 3:51
11. "State of Darkness" – 3:50
12. "Deliberate Carnage" – 3:42

## Medverkande
Musiker (Blood Red Throne-medlemmar)
- Død (Daniel Olaisen) – sologitarr
- Tchort (Terje Vik Schei) – gitarr
- Erlend C (Erlend Caspersen) – basgitarr
- Mr. Hustler (Flemming Gluch) – sång

Bidragande musiker
- Bernt A Moen – trummor

Produktion
- Endre Kirkesola – producent, ljudtekniker
- Tchort – producent, foto
- Valle Adžić – ljudmix
- Łukasz Jaszak – omslagsdesign, omslagskonst
- Jenni Tapanila – foto